# Brånaberget
Brånaberget är ett naturreservat i Sorsele kommun i Västerbottens län.
Området är naturskyddat sedan 1997 och är 30 hektar stort. Reservatet omfattar en brant sydvästsluttning av berget ner mot en våtmark. Reservatet består av gamla grova granar och tallar i sluttningen.